# Innocenty (Borisow)
Innocenty, imię świeckie Joann Aleksiejewicz Borisow (ur. 3 grudnia?/15 grudnia 1800 w Jelcu, zm. 14 maja?/26 maja 1857) – rosyjski biskup prawosławny, teolog, święty Rosyjskiego Kościoła Prawosławnego.

## Życiorys
Był synem kapłana prawosławnego. W 1819 ukończył seminarium duchowne w Orle i jako jeden z najlepszych słuchaczy został skierowany na dalszą naukę w Kijowskiej Akademii Duchownej. W 1823 ukończył ją jako magister nauk teologicznych. W tym samym roku został zatrudniony w seminarium duchownym w Petersburgu jako inspektor i wykładowca języka greckiego oraz historii Cerkwi. Po trzech miesiącach został rektorem szkoły duchownej przy Ławrze Aleksandra Newskiego. 10 grudnia 1823 złożył wieczyste śluby mnisze, przyjmując imię Innocenty. Tego samego dnia przyjął święcenia diakońskie, zaś 29 grudnia 1823 – kapłańskie.
10 grudnia 1824 został wykładowcą w Petersburskiej Akademii Duchownej, zaś w 1825 – jej inspektorem. W 1826 mianowany profesorem nadzwyczajnym, otrzymał ponadto godność archimandryty. Zasłynął jako wszechstronny teolog i wybitny kaznodzieja. W 1829 uzyskał stopień naukowy doktora teologii. Rok później objął stanowisko rektora Kijowskiej Akademii Duchownej. W okresie zarządzania uczelnią zreformował program nauczania, poprawił warunki materialne słuchaczy szkoły, starannie dobrał dla niej kadrę naukową. 3 października 1836 przyjął chirotonię biskupią, otrzymując tytuł biskupa czehryńskiego, wikariusza eparchii kijowskiej. Pozostając rektorem Akademii, został równocześnie przełożonym monasteru św. Michała Archanioła o Złotych Kopułach. Mnogość obowiązków związanych z pracą duszpasterską i administracyjną w eparchii zmusiła go do zakończenia działalności naukowej. W marcu 1841 został mianowany biskupem wołogodzkim, jednak służył w niej tylko kilka miesięcy: 31 grudnia tego samego roku Świątobliwy Synod Rządzący przeniósł go na katedrę charkowską.
Będąc biskupem, a od 1845 arcybiskupem charkowskim Innocenty (Borisow) kontynuował działalność literacką i naukową. Ułożył akafisty ku czci Męki Pańskiej, Opieki Matki Bożej, Grobu Pańskiego i inne, wydawał drukiem swoje kazania. Od 1847 do 1848 brał udział w sesjach Świątobliwego Synodu Rządzącego jako członek kadencyjny. W lutym 1848 został mianowany biskupem chersońskim i taurydzkim.
W czasie wojny krymskiej arcybiskup Innocenty osobiście odwiedzał obrońców Sewastopola i żołnierzy stacjonujących w Odessie, głosząc dla nich patriotyczne kazania i odprawiając nabożeństwa w cerkwiach polowych, organizował pomoc dla rannych żołnierzy. Kazania biskupa były również dystrybuowane wśród żołnierzy w formie drukowanej. Innocenty przedstawiał konflikt jako świętą wojnę o miejsce szczególne dla rosyjskiej tożsamości narodowej i religijnej, jako że to na Krymie miał miejsce chrzest Włodzimierza Wielkiego. W związku z tym biskup porównywał Krym do Athosu.
Po zakończeniu działań wojennych zaangażował się w odbudowę zniszczonych wskutek walk świątyń prawosławnych. Dzięki poparciu mianowanego w 1855 r. generał-gubernatora noworosyjskiego i besarabskiego Aleksandra Stroganowa mógł również rozwinąć działania na rzecz promowania chrześcijaństwa - kosztem islamu i ludności tatarskiej - na Krymie. Założył na półwyspie kolejne monastery i nadzorował proces tworzenia samodzielnej eparchii taurydzkiej i symferopolskiej, wydzielonej z eparchii chersońskiej i erygowanej oficjalnie już po śmierci Innocentego, w 1859 r. 
W czasie jednej z podróży duszpasterskich zachorował i 26 maja 1857 zmarł. Został pochowany w soborze Przemienienia Pańskiego w Odessie; po jego zniszczeniu jego szczątki przeniesiono do soboru Zaśnięcia Matki Bożej w tym samym mieście.
W 1997 kanonizowany przez Rosyjski Kościół Prawosławny. Dziesięć lat później jego relikwie ponownie znalazły się w odbudowanym soborze Przemienienia Pańskiego w Odessie. Jego kult miał początkowo charakter lokalny, jednak w 2017 r. został rozszerzony na cały Patriarchat Moskiewski.